# サウスサイド (音楽プロデューサー)
サウスサイド（Southside、1989年2月2日 - ） とは、アメリカ合衆国ジョージア州アトランタ出身の音楽プロデューサーである。本名はジョシュア・ルーウェン。グッチ・メイン主催のレーベル「1017 Brick Squad」専属のプロデューサーで、グッチとワカ・フロッカ・フレイムのコラボアルバム『フェラーリ・ボーイズ』では、約半数の楽曲制作を担当。2011年には、レックス・ルガーと、トラック制作チーム「808 Mafia」を結成している。

## 人物
14歳の時から音楽活動を行うようになり、その後「1017 Brick Squad」に加入。主にFL Studioを使って、トラックメイキングを行う事が多い。また、私生活では18歳の時に第一子を授かっており、現在は二児の父である。

## トラック提供したアーティスト
- グッチ・メイン
- ワカ・フロッカ・フレイム
- MGK